# パンシェル
パンシェル（Panshel）は、パンダの天使の男の子という設定を持つ日本のキャラクター。
イラストレーターのHORY（祝 勝／ほうり まさる）によってデザインされた。キャラクター雑貨の卸売・商品企画開発などを行う株式会社マリモクラフトがライセンサーとして展開している。1990年代にファンシーグッズとして原宿を中心に人気を博し、2024年には期間限定のポップアップショップ開催により再び注目を集めた。

## 来歴
パンシェルは、デザイナーのHORYがマリモクラフト社に持ち込んだイラストがきっかけで生まれた。「ポッポパンダ」と名付けられた電車ごっこをするパンダのキャラクターの、寂しそうな顔をした1体に羽根をつけて天使にした。HORYは退職金をはたいて購入したMacintoshコンピュータで、ファンシーグッズ業界初の3Dデザインによるキャラクターとしてパンシェルをデザインした。マリモクラフトはその売り出し方が分からず、まずはポストカードを作った。透明のスケジュール帳バインダーにポストカードを差し込むキャラクタースケジュール帳として商品化したところ、爆発的なヒットに繋がった。パンシェルはその後も売れ続け、原宿のキデイランド1階にキャラクターグッズが並ぶほどの人気キャラクターに成長した。

## 年表
- 1990年代後半 - キャラクター「パンシェル」商品化。当初はポストカードとして登場し、大きな人気を得てキデイランド原宿店などで大々的に展開される datazoo.jp 。
- 2000年7月 - 絵本「PANSHEL　パンダの天使が生まれた日」（HORY’S【著】祥伝社 ISBN 9784396420185 2000/7/1）出版
- 2006年9月 - フランスでパンシェルの3DCGアニメシリーズ『Panshel』の放送開始（1話約11分半・全52話）。幼児向け有料チャンネルPiwi（現Piwi+）で初放送され、後に無料チャンネルGulli内の番組枠でも再放送された[5]。
- 2008年 - フランス製作のアニメ『Panshel』が各国へ配給され、台湾のDisney Channel（ディズニー台湾）やインドのCartoon Network/Pogo、ポルトガルのRTPなど世界各国で放映された[6]。
- 2024年11月 - 約20年ぶりにキャラクター展開が本格再始動。渋谷のShibuya Sakura Stage内「キャラコレ」にて期間限定ショップ「パンシェル ポップアップショップ」を開催し、新作グッズを販売[2]。併せて大阪など他地域でもポップアップショップが順次開催された[3]。90年代当時のテイストを残しつつ、「懐かしくて新しい」世界観のグッズが展開された。

## キャラクター

### パンシェル
パンシェルは空をトコトコ歩くパンダの天使のおとこの子。パンダの神様が天使を作ろうと雲を丸めたときに生まれた。おっとり、のんびりやな性格。まぁるいものとあたたかいものが大好きである。

### パンデビ
パンデビはパンシェルの幼なじみのパンダのキャラクター。ひとりぼっちだったパンシェルに友だちを作ってあげようと、神様が命を吹き込むときにうっかりよそ見をしたことで誕生した。やんちゃでいたずら好きな性格で、すごい速さで空を飛ぶこともできる。
心優しいパンシェルといたずら好きのパンデビは幼なじみで、いつも二人一緒に行動している。

## アニメシリーズ
パンシェルは海外でテレビアニメ化もされている。フランスの制作会社2d3D AnimationsによってCGアニメシリーズ『Panshel』が制作され、2006年9月4日よりフランスの幼児向けチャンネルPiwiで放映が開始された。
同作は全52話の3Dアニメーションで、主人公パンシェルを含む翼を持ったパンダたちの冒険を描いており、原作キャラクターの生みの親であるMasaru Houri（祝勝）のクレジットも付されている。
フランス国内では2008年から地上波系の子供向けチャンネルGulliでも再放送され、さらにディズニー台湾やインドのCartoon Network系列局、ポルトガルの国営放送RTPなど世界各国で放映・展開された。